# 2008년 하계 올림픽 알제리 선수단
알제리는 2008년 8월 8일부터 24일까지 중화인민공화국 베이징에서 열린 제29회 하계 올림픽에 참가했다.

## 배드민턴
| 선수          | 종목      | 시드 | 64강          | 32강                          | 16강          | 8강           | 준결승        | 결승          | 결승      |
| 선수          | 종목      | 시드 | 상대선수 결과 | 상대선수 결과                 | 상대선수 결과 | 상대선수 결과 | 상대선수 결과 | 상대선수 결과 | 순위      |
| 나빌 나스마리 | 남자 단식 |      | Bye           | 페테르 가데 (5) 패 6–21, 4–21 | 진출 못함     | 진출 못함     | 진출 못함     | 진출 못함     | 진출 못함 |

## 참고 자료
- (영어) “Algeria at the 2008 Beijing Summer Games”. SR/Olympic Sports. 2009년 1월 21일에 원본 문서에서 보존된 문서. 2011년 10월 6일에 확인함.